# Hockeydag
De Hockeydag voor heren was gedurende een halve eeuw de officiële opening van het hockeyseizoen in Nederland, waaraan werd deelgenomen door verenigingen uit de hoogste speelklassen.

## Historie
Op 1 december 1901 werd de hockeydag voor de eerste maal georganiseerd op het terrein van de Vereniging Sportgebouw Heemstede, op het voormalige cricketveld van Rood en Wit aan de Meerweg. Deelnemers waren Victoria uit Rotterdam alsmede de Haarlemsche, Amsterdamsche en Haagsche Hockey en Bandy clubs. Oorspronkelijk zou ook de Leidsche Hockey en Bandy Club meedoen maar deze trok zich terug. Haarlem kwam met het eerste en tweede elftal uit welke elkaar in de finale troffen. Haarlem I won met 6-1 van de clubgenoten. Uit dit bescheiden begin werd een traditie geboren die tot 1952 stand zou houden. Steeds meer verenigingen deden mee en al snel werden er regionale voorronden gehouden om de deelnemers aan de hockeydag aan te wijzen. De hockeydag verdween uiteindelijk doordat deze niet meer voldeed aan de verwachtingen. De interesse van de clubs nam af. Op 9 november 1952 werd Venlo de laatste winnaar van de hockeydag door te Eindhoven in de finale TOGO met 4-1 te verslaan.

## Finales hockeydag
| Jaar                              | Winnaar       | Uitslag | Finalist           |
| --------------------------------- | ------------- | ------- | ------------------ |
| 1901/02                           | Haarlem       | 6-1     | Haarlem II         |
| 1902/03                           | Haarlem       | 4-2     | Amsterdam          |
| 1903/04                           | Haarlem       | 4-1     | Amsterdam          |
| 1904/05                           | Haarlem       | 2-1     | Deltsche Studenten |
| 1905/06                           | Haarlem       | 6-1     | Leiden             |
| 1906/07                           | Haarlem       | 1-0     | Amsterdam          |
| 1907/08                           | HHV           | 3-0     | Amsterdam          |
| 1908/09                           | Musschen      | 3-1     | Hilversum          |
| 1909/10                           | Hilversum     | 1-0     | Amsterdam          |
| 1910/11                           | Amsterdam wnl | 1-1     | Musschen           |
| 1911/12                           | ODIS          | 1-0     | Musschen           |
| 1912/13                           | TOGO          | 3-0     | Amsterdam          |
| 1913/14                           | TOGO          | gest.   | Amsterdam          |
| 1914/15 niet gespeeld             |               |         |                    |
| 1915/16                           | TOGO          | 1-0     | Bloemendaal        |
| 1916/17                           | Victoria      | 1-0     | HOC                |
| 1917/18 toernooi gestaakt (regen) |               |         |                    |
| 1918/19                           | Bloemendaal   | 2-0     | TOGO               |
| 1919/20                           | HOC wnl       | 1-1     | Bloemendaal        |
| 1920/21                           | MHC           | 1-0     | HDM                |
| 1921/22                           | Amsterdam     | 1-0     | TOGO               |
| 1922/23                           | Bloemendaal   | 2-1     | Hilversum          |
| 1923/24                           | Utrecht       | 2-1     | Arnhem II          |
| 1924/25                           | Bloemendaal   | 1-0     | Amsterdam          |
| 1925/26                           | Hilversum     | 1-0     | Amsterdam          |
| 1925/26*                          | HDM wnl       | 1-1     | HOC                |
| 1926/27                           | Amsterdam     | 3-1     | MHC                |

| Jaar                          | Winnaar       | Uitslag | Finalist           |
| ----------------------------- | ------------- | ------- | ------------------ |
| 1926/27*                      | HOC           | 1-0     | Deltsche Studenten |
| 1927/28                       | MHC           | 1-0     | Hilversum          |
| 1928/29                       | HDM           | 1-0     | Hilversum          |
| 1929/30                       | Amsterdam     | 2-0     | Haagsch Lyceum     |
| 1930/31                       | Hilversum     | 2-1     | Haagsch Lyceum     |
| 1931/32                       | Amsterdam     | 1-0     | Hilversum          |
| 1932/33                       | Amsterdam     | 3-1     | Hilversum          |
| 1933/34                       | Amsterdam     | 3-1     | Hilversum          |
| 1934/35                       | Gooi          | 1-0     | HOC                |
| 1935/36                       | Hilversum     | 3-1     | HDM                |
| 1936/37 niet gespeeld (regen) |               |         |                    |
| 1937/38                       | Hilversum     | 2-1     | Gooi               |
| 1938/39                       | Amsterdam     | 2-0     | Hilversum          |
| 1939/40                       | Amsterdam wns | 0-0     | Gooi               |
| 1940/41                       | HDM           | 5-1     | TOGO               |
| 1941/42                       | HDM wns       | 0-0     | Deltsche Studenten |
| 1942/43                       | Hilversum wns | 2-2     | BMHC               |
| 1943/44 niet gespeeld         |               |         |                    |
| 1944/45 niet gespeeld         |               |         |                    |
| 1945/46                       | HDM           | 2-1     | Gooi               |
| 1946/47                       | HHIJC         | 5-1     | Amsterdam          |
| 1947/48                       | HHIJC         | 5-0     | Deventer           |
| 1948/49                       | HHIJC         | 2-1     | Kampong            |
| 1949/50                       | BMHC          | 5-1     | HTCC               |
| 1950/51                       | HHIJC         | 1-0     | TOGO               |
| 1951/52                       | TOGO          | 4-3     | HHIJC              |
| 1952/53                       | Venlo         | 4-1     | TOGO               |

* laatste toernooien volgens Hollandse regels

## Aantal titels per club
| Club        | Titels |
| ----------- | ------ |
| Amsterdam   | 9      |
| Haarlem     | 6      |
| Hilversum   | 6      |
| HDM         | 5      |
| HHIJC       | 4      |
| TOGO        | 3      |
| Bloemendaal | 3      |
| HOC         | 2      |
| MHC         | 2      |
| HHV         | 1      |
| Musschen    | 1      |
| ODIS        | 1      |
| Victoria    | 1      |
| Utrecht     | 1      |
| Gooi        | 1      |
| BMHC        | 1      |
| Venlo       | 1      |